# 五軍都督府
五军都督府，中国明代最高军事管理机构。明朝洪武十三年（1380年），明太祖朱元璋在废除丞相制度的同时，削弱了高级武官的军事统帅权，将大都督府分为中、左、右、前、后五军都督府。五府长官通常由亲勋贵族担任，负责全国京外卫所军队的管理。明朝灭亡后，五军都督府制度消亡，不过这一制度为同时期的朝鲜、越南所效仿，建立各自特色的五府制度。

## 明朝

### 沿革
五军都督府的前身是大都督府。吴元年（1367），罷大都督，以左右都督為長官。洪武十三年（1380年）相當於明太祖朱元璋废除丞相制的同时，同時廢除大都督府，並改为中军、左军、右軍、前军、后军等五军都督府。
每都督府设左、右都督、正一品，並設有五军断事官。永乐十九年（1421年）遷都北京，以原五军都督府加“南京”二字，一如旧制。
五軍都督府彼此平行，互不統轄，各自與兵部直接聯繫，最後奏請皇帝裁定。《明史‧職官志》云：“凡軍制內外相維，武官不得輒下符徵發”。五军都督府有统兵权但无调兵权，兵部有调兵权而无统兵权，兩者互相制衡，以避免權力過大，與現代國家軍隊概念相同。五軍都督府的成立是為制肘將帥擁兵自重，但亦因此削弱軍事力量，使武將、士卒的社會政治地位日益低微。軍事日益衰敗。《明史‧兵制》稱：“積輕積弱，重以隱占、虛冒諸弊，至舉天下之兵，不足以任戰守，而明遂亡矣”。明代中葉以後，卫所制受到破坏，五军都督府的职权漸被兵部取代。

### 辖区
- 中軍都督府：掌南直隸、河南都司、中都留守司
- 左軍都督府：掌浙江都司、遼東都司、山東都司
- 右軍都督府：掌陝西都司、陝西行都司、四川都司、四川行都司、廣西都司、雲南都司、貴州都司
- 前軍都督府：掌湖廣都司、興都留守司、福建都司、福建行都司、廣東都司、江西都司
- 后軍都督府：掌北直隸、大寧都司、萬全都司、山西都司、山西行都司

### 官僚机构
各都督府，都督初间以公、侯、伯为之，可参与军国大事；后率以公、侯、伯署府事，同知、佥事参赞军事。
- 左右都督（正一品）
- 都督同知（从一品）
- 都督佥事（正二品）

其属有：
- 经历司经历（从五品）
- 都事（从七品）